# سركلاتة كفش غيري
سركلاتة كفش غيري (بالفارسية: سرکلاته کفش‌گیری) هي قرية تقع في غلستان في إيران. يقدر عدد سكانها بـ 967 نسمة .